# Anachalcoplacis tenella
Anachalcoplacis tenella es un coleóptero de la familia Chrysomelidae.
Fue descrita científicamente por primera vez en 1983 por Bechyne.